# Brugada sindrom
Brugada sindrom je genetički poremećaj kojeg karakterizira abnormalni EKG nalaz i povećan rizika za iznenadnu smrt. Nazvan je po liječnicima braći Pedro i Josep Brugada. 
Uzrokovan je mutacijama gena za proteine koji čine ionske kanale na membranama stanica. Prototip slučaja Brugada sindroma uzrokovan je mutacijama SCN5A gena, koji kodira alfa podjedinicu natrijevih kanala. Opisani su slučajevi Brugada sindroma uzrokovanih ostalim mutacijama kao što su npr.:
- mutacija gena za glicerol-3-fosfat dehidrogenazi 1 sličan peptid (GPD1L) koji je modulator ionskih kanala
- mutacija gena za alfa podjedinicu L-tipa kalcijevih kanala (CACNA1C) i beta-2 podjedinicu L-tipa kalcijevih kanala (CACNB2)
- mutacija gena za beta 1 podjedinicu natrijevih kanala

Stanje se najčešće prezetira sinkopom (gubitak svjesti) i kardijalnim arestom, uzrokovanim pojavom aritmija srca (fibrilacija ventrikula), a ponekad i fibrilacijom atrija.
Poremećaj se dijagnosticira karakterističnim promjenama u EKG prilikom rutinskog snimanja ili snimanjem kod davanja određenih antiaritmičnih lijekova (npr. flekainid) koja provociraju promjene. Postoje i genetička testiranja.
U liječenju učinkovita se pokazala ugradnja automatskog defibrilatora (engl.implantable cardiac defibrillator - ICD) koji kontinuirano prati rad srca te u slučaju pojave malignih aritmija čini defibrilaciju.
|  | Molimo pročitajte upozorenje o korištenju medicinskih informacija. Ne provodite liječenje bez savjetovanja s liječnikom! |